# Mycetophila caribai
Mycetophila caribai är en tvåvingeart som beskrevs av Lane 1955. Mycetophila caribai ingår i släktet Mycetophila och familjen svampmyggor. Inga underarter finns listade i Catalogue of Life.